# شكشك شو
«شكشك شو» برنامج كوميدي للفنان مصطفى خاطر تعرض حلقاته بشكل أسبوعي بدءًا من السبت 4 مارس 2017، على قناة «إم بي سي مصر» تعتمد فكرته على شخصية رئيسية وهي عم شكشك الذي يسكن في إحدى المناطق الشعبية العتيقة المزدحمة، والأحداث أيضا، يقدم في البرنامج 5 فقرات ويستضيف العديد من النجوم. وعم شكشك بالنسبة لأهل المنطقة بمثابة شيخ الحارة وحكيمها وكبيرها، فإذا كان الموضوع متعلقا بالاقتصاد فيكون هو الخبير، وإذا كان الموضوع يتعلق بالطب فهو كبير الأطباء، أي مجال يستطيع شكشك أن يُفتي فيه مع أهل حارته سواء كان رياضيًا أو اجتماعيًا أو تربويًا أو فنيًا.. إلخ. يبدأ يوم شكشك كبداية حلقة البرنامج فإذا كانت فكرة الحلقة عن التعليم نشاهده في مدرسة حكومية ويقوم بتقديم الحلقة من خلال مقدمة كوميدية عن التعليم بمختلف مراحله وتخصصاته، كما يتناول عددا من المشكلات التي تمس المصريين بشكل مباشر مثل مشكلة فاتورة الكهرباء أو التعليم والدروس الخصوصية وغيرها من المشكلات. وستكون الفقرة مصحوبة بشخصيات حول شكشك مناسبة للحدث والفكرة التي تدور حولها الحلقة، حيث يوجه شكشك النصح لأهل الحارة بالحلول وكيفية التغلب على الصعاب، وما العوامل التي أدت للمشكلة من وجه نظره. ويستضيف عبر الحلقات نجوم كثيرين في مجالات عدة الفن والرياضة، ومن بين الضيوف النجوم أحمد السقا وحسن الرداد وعلي ربيع وياسمين صبري ومي عمر، ومن بين نجوم الرياضة اللاعب محمود كهربا. 
«شكشك شو» تأليف: ولاء شريف، ومن إخراج معتز التوني.

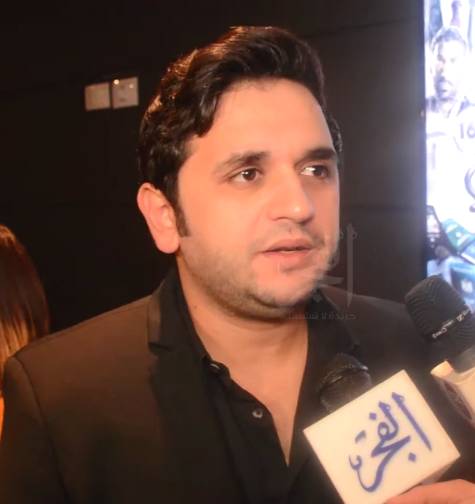
مصطفى خاطر في دور عم شكشك